# Programmes internationaux d'échanges
Programmes Internationaux d’Echanges (PIE) è un'associazione a scopo non di lucro fondata nel 1981  che promuove gli scambi culturali ed educativi.
L'obbiettivo dell'associazione è di offrire delle opportunità ai giovani di partecipare ad un programma culturale per un anno, un semestre o un trimestre scolastico in une Paese all'estero permettendo di condividere la quotidianità di una famiglia ospitante, frequentare una scuola locale e scoprire lo stile di vita degli abitanti.

## Funzionamento dell'associazione
- Il consiglio di amministrazione, composto di amministratori incaricati da un mandato triennale, opera collegialmente sulla politica generale dell'associazione, definendo e sorvegliando l'esecuzione delle sue decisioni.
- Il delegato generale, nominato dal Consiglio, è in carica della buona esecuzione delle decisioni.
- La vita associativa è animata con il sopporto dell'insieme dei benevoli ripartiti attraverso tutto il Paese.

## Finanziamento
I diversi programmi proposti da PIE sono finanziati attraverso il sopporto benevolo delle famiglie ospitante, della scolarità gratuita offerta dai licei e della partecipazione finanziaria essenziali dei partecipanti. Ogni anno, il 25% dei benefici di PIE sono ordinate al sostegno di candidati con più difficoltà finanziare sotto forma di borse di studio. Un'altra quota del 25% dei benefici è consacrata al sostegno di diversi progetti associativi.

## Accreditation
Dal 1990, PIE è membro dell'UNAT (Union nationale des associations de tourisme).
Dal 1993, PIE è membro fandatore dell'UNSE  (Union nationale des organisateurs de séjours de longue durée à l'étranger).
Dal 1990, PIE è membro dell'Office.